# Melayê Cizîrî
Melayê Cizîrî, född 1570, död 1640, var en kurdisk poet och mystiker.
Cizîrîs främsta verk är en diktsamling kallad Dîwanî Melay Cizîrî som har blivit en värdefullt symbol för hans humanism. Hans vissa dikter har stora likheter med Giovanni Pico della Mirandola. På samma sätt, likväl  Mirandola, Ciziris världsåskådning kännetecknas av mystik i nyplatonsk riktning. Hans namn var Ahmad, men vanligtvis namnges han som Shekh Ahmad-e Jaziri eller Mala-ye Jaziri. Hans fars namn var Mala Muhammad, enligt en del källor, Shekh Muhammad. Det är inte känt var han föddes, men det antas att hans familj tillhörde Bukhti- eller Bohtistammen som hörde hemma i Jaziraregionen.